# Йохан Ернст (Насау-Зиген)
Йохан Ернст фон Насау-Зиген (на немски: Johann Ernst von Nassau-Siegen; * 21 октомври 1582, Диленбург; † 17 септември 1617, Удине) е венециански генерал във войната във Фриули.

## Произход
Той е най-възрастният син на граф Йохан VII фон Насау-Зиген (1561 – 1623) и първата му съпруга графиня Магдалена фон Валдек-Вилдунген (1558 – 1599), дъщеря на граф Филип IV фон Валдек-Вилдунген (1493 – 1574) и третата му съпруга му Юта фон Изенбург-Гренцау († 1564).
По-малкият му брат е Йохан VIII Млади (1583 – 1638).